# Pachybates adeps
Pachybates adeps är en tvåvingeart som beskrevs av Elisabeth K. Stuckenberg 1960. Pachybates adeps ingår i släktet Pachybates och familjen bäckflugor. Inga underarter finns listade i Catalogue of Life.